# Сада (село)
Са́да (рос. Сада) — село у складі Ярського району Удмуртії, Росія.
В селі є Вознесенська церква (1823-1829).

## Населення
Населення — 17 осіб (2010, 35 у 2002).
Національний склад станом на 2002 рік:
- росіяни — 67 %
- удмурти — 37 %